# Linfadenitis

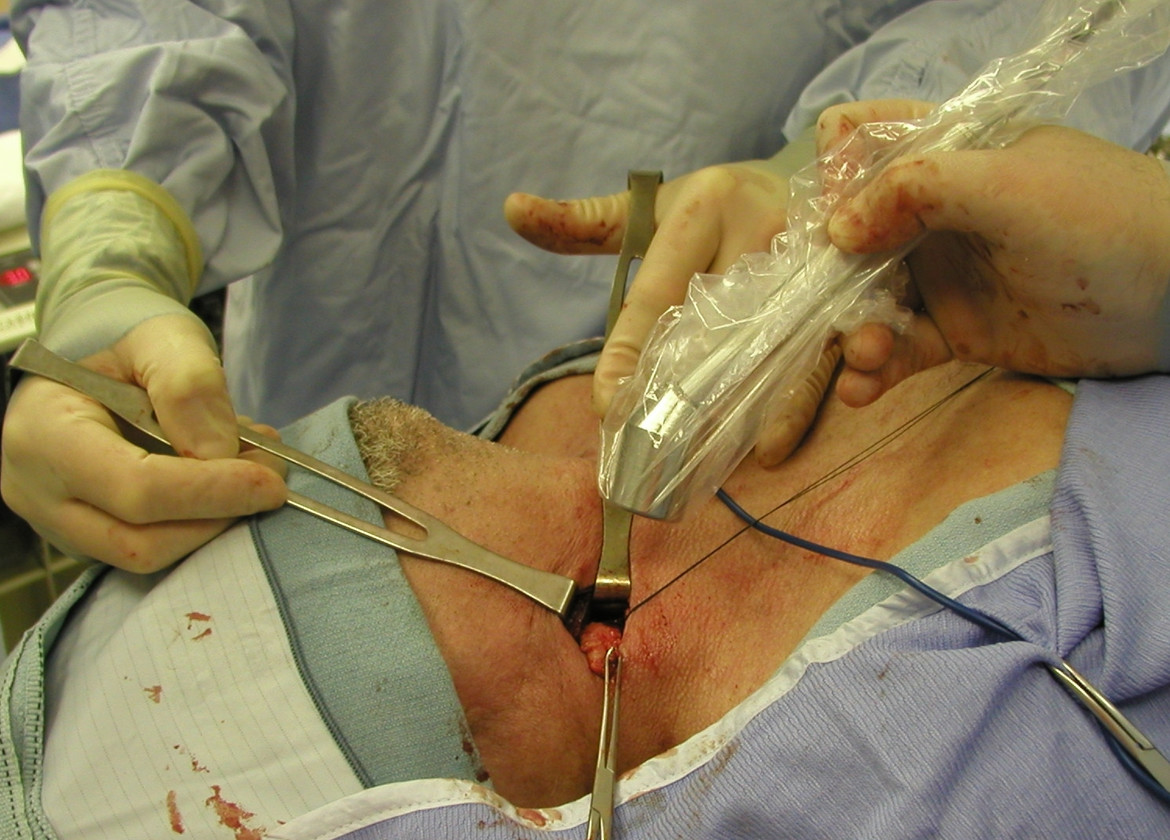
Ganglio linfático cervical disecado por metástasis de carcinoma de células escamosas.

En medicina, la linfadenitis es un término que se refiere a una inflamación de los ganglios linfáticos, por lo general causada por drenaje directo de microorganismos, haciendo que aparezcan nódulos aumentados de tamaño y dolorosos.

## Etiología
La linfadenitis de los ganglios linfáticos intraabdominales o retroperitoneales suele indicar un proceso maligno, especialmente un linfoma o bien una tuberculosis. Con mayor frecuencia, la linfadenitis es causada por inundación bacteriana o por hongos y virus, los ganglios cervicales y axilares son por lo general los más afectados en casos infecciosos. Ciertas infecciones como la mononucleosis infecciosa y la toxoplasmosis tienden a cursar con linfadenitis, así como complicaciones de otras infecciones como la faringitis estreptocócica o gonorrea. Los nódulos inguinales se pueden inflamar por ambos casos, una infiltración de células cancerígenas o infecciosas,  como el caso del chancro por Haemophilus ducreyi o la tularemia.

## Linfadenitis crónica
La inflamación de uno o más gánglios linfáticos puede cursar de manera crónica y tiene tres formas morfológicas:
- Hiperplasia folicular: por lo general debido a un proceso inflamatorio que activa a las células B en los centros germinales del nódulo.
- Hiperplasia linfoide paracortical: donde los cambios reactivos se producen en los lugares del ganglio ocupados por células T.
- Histiocitosis sinusal: caracterizada por distensión de los sinusoides linfáticos por estar repletos de histiocitos.

La linfadenitis crónica es muy frecuente en los ganglios inguinales y axilares, ya que reciben linfa de amplias zonas del cuerpo.

## Tipos
- Linfadenitis histiocítica necrosante o enfermedad de Kikuchi-Fujimoto